# Bandera de Gozón
La bandera de Gozón (Asturias), es rectangular. Se parece bastante al único cuartel de su escudo de armas, se trata de la Cruz de la Victoria, con dos banderines rojos adornando a los lados. El color del paño es azul marino.
- Datos: Q5718551